# Анук Леблан-Буше
Анук Леблан-Буше (фр. Anouk Leblanc-Boucher) — канадська ковзанярка, що спеціалізувалася в шорт-треку,  олімпійська медалістка, призерка чемпіонатів світу.
Бронзову олімпійську медаль Леблан-Буше виборола на  Туринській олімпіаді на дистанції 500 метрів. На тій же Олімпіаді канадська естафетна команда, до складу якої входила Леблан-Буше, здобула срібні олімпійські нагороди.
Після Туринської олімпіади Леблан-Буше завагітніла, народила сина й відійшла від спорту.

## Зовнішні посилання
- Досьє на sports-reference.com [Архівовано 17 квітня 2020 у Wayback Machine.]

## Виноски
1. ↑  Torino 2006 Official Report - Speed Skating (PDF). Torino Organizing Committee. LA84 Foundation. March 2009. Архів оригіналу (PDF) за 12 червня 2012. Процитовано 1 червня 2009. [Архівовано 12 червня 2012 у Wayback Machine.]